# Tri-Rail
Tri-Rail ist ein System des Schienenpersonennahverkehrs in der Metropolregion Miami des US-amerikanischen Bundesstaats Florida. Es verbindet die Städte Miami, Fort Lauderdale und West Palm Beach entlang der Ostküste von Südflorida miteinander. Auf knapp 129 Kilometern Streckenlänge bedient Tri-Rail 19 Stationen in den drei Counties Miami-Dade County, Broward County und Palm Beach County.
Das Verkehrsministerium des Bundesstaates Florida ist Eigentümer des von Tri-Rail, Amtrak und CSX Transportation befahrenen Haupt-Streckenabschnitts, der von der Seaboard Air Line Railroad gebaut worden war. Die Regionalverkehrsverwaltung von Südflorida (englisch South Florida Regional Transportation Authority, abgekürzt SFRTA) ist Besitzerin eines Großteils der Verkehrsanlagen. In ihrem Auftrag erbringt seit Juli 2017 das Verkehrsunternehmen Herzog Transit Services die Verkehrsleistungen.

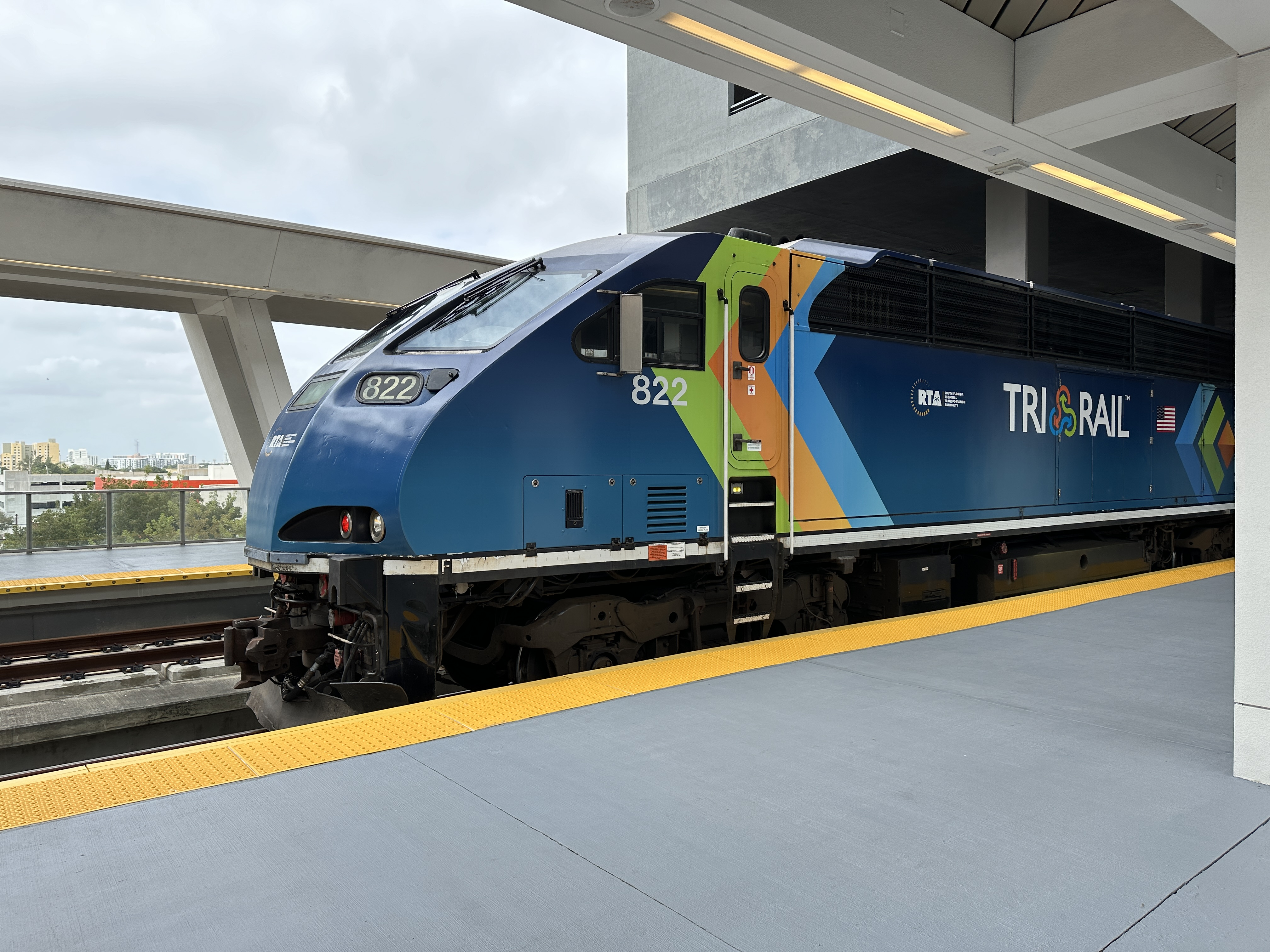
Tri-Rail-Zug in der Station Downtown Miami, 2024

Tri-Rail bietet an mehreren Stationen Umsteigemöglichkeiten zu Amtrak, im Bereich der Stadt Miami zur Hochbahn Miami-Dade Metrorail und im Bahnhof MiamiCentral zu Brightline.

## Geschichte

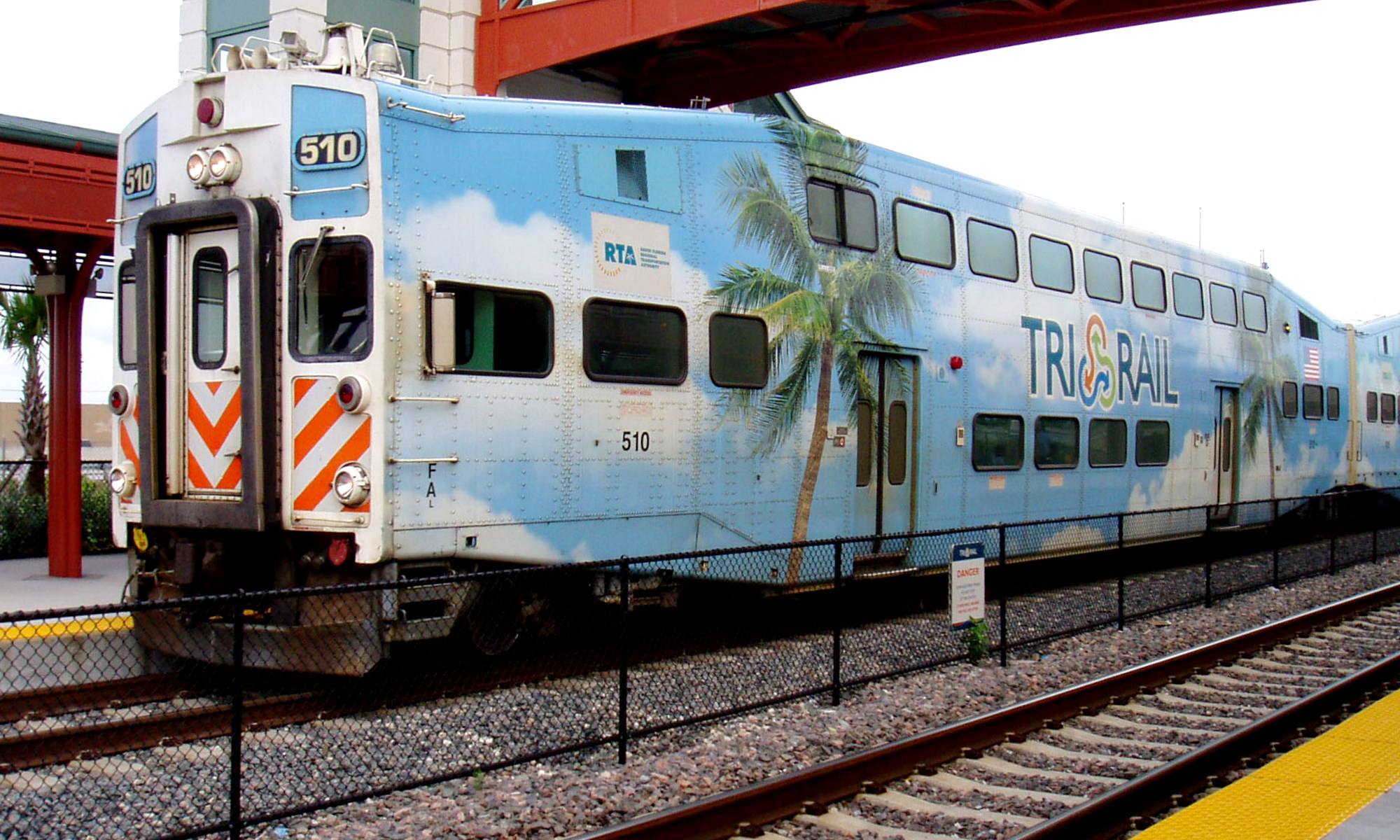
Steuerwagen eines Tri-Rail-Zugs in der Station Delray Beach, 2006

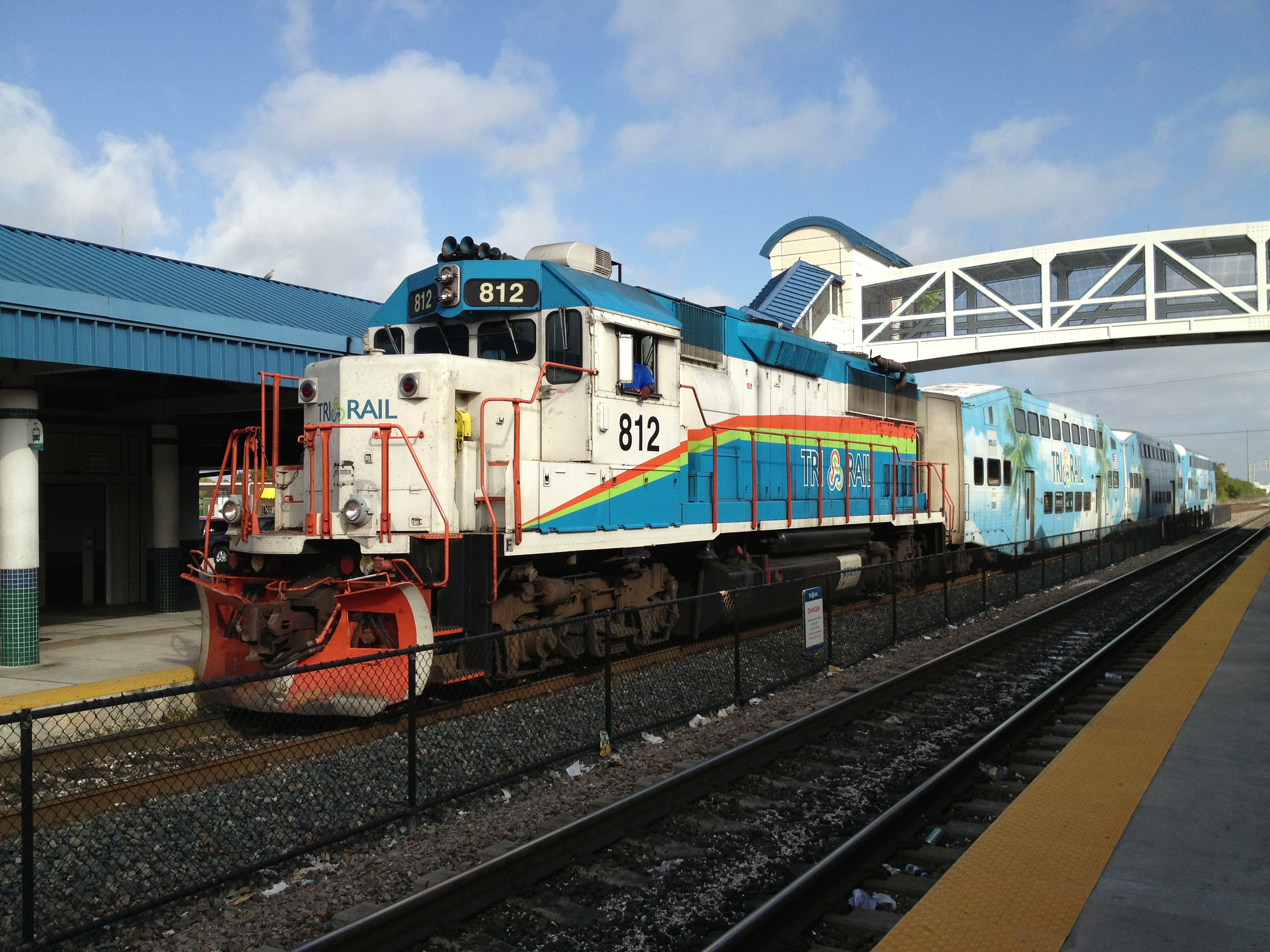
Tri-Rail-Zug in der Metrorail Transfer Station, 2013

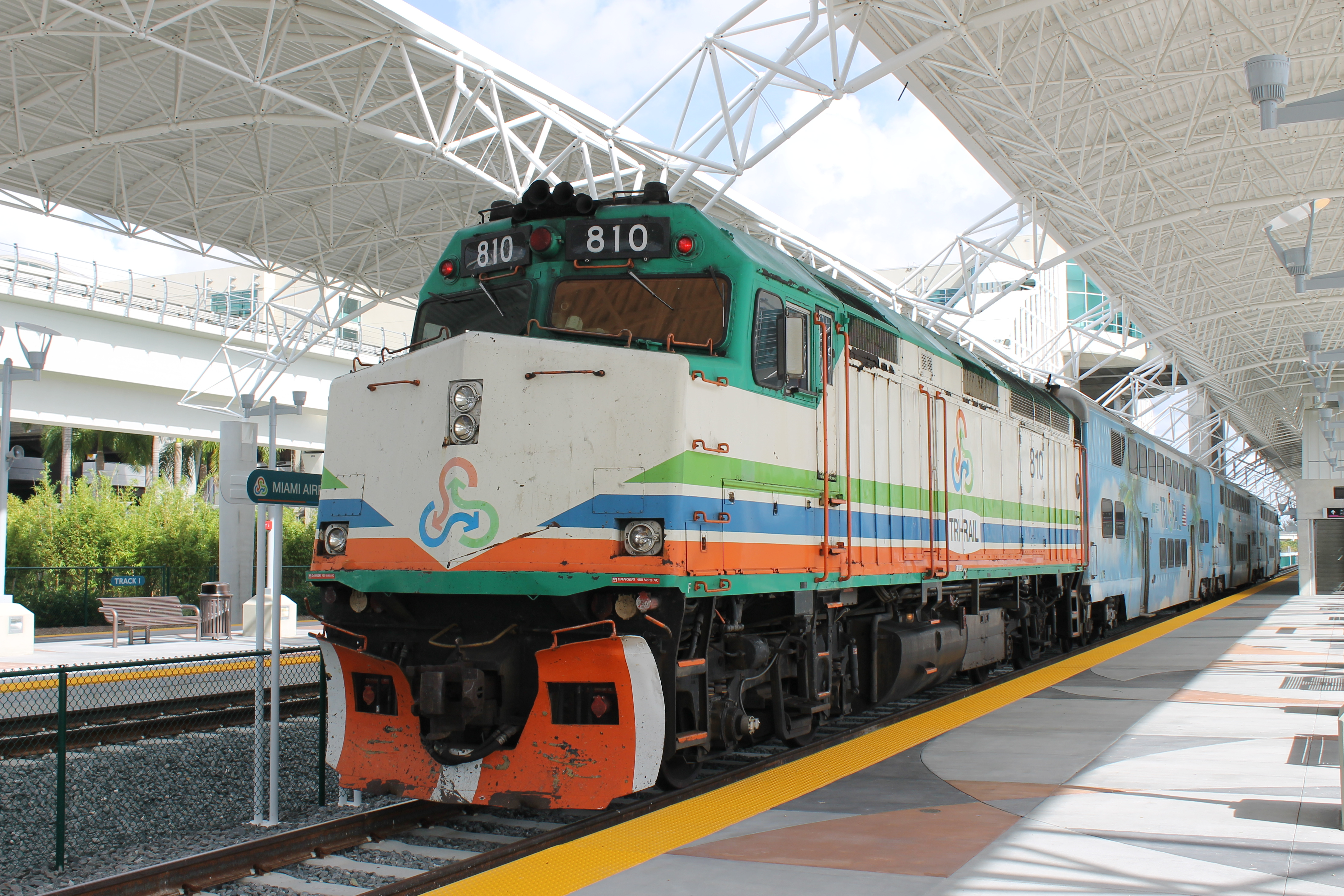
Tri-Rail-Zug in der Miami Airport Station, 2015

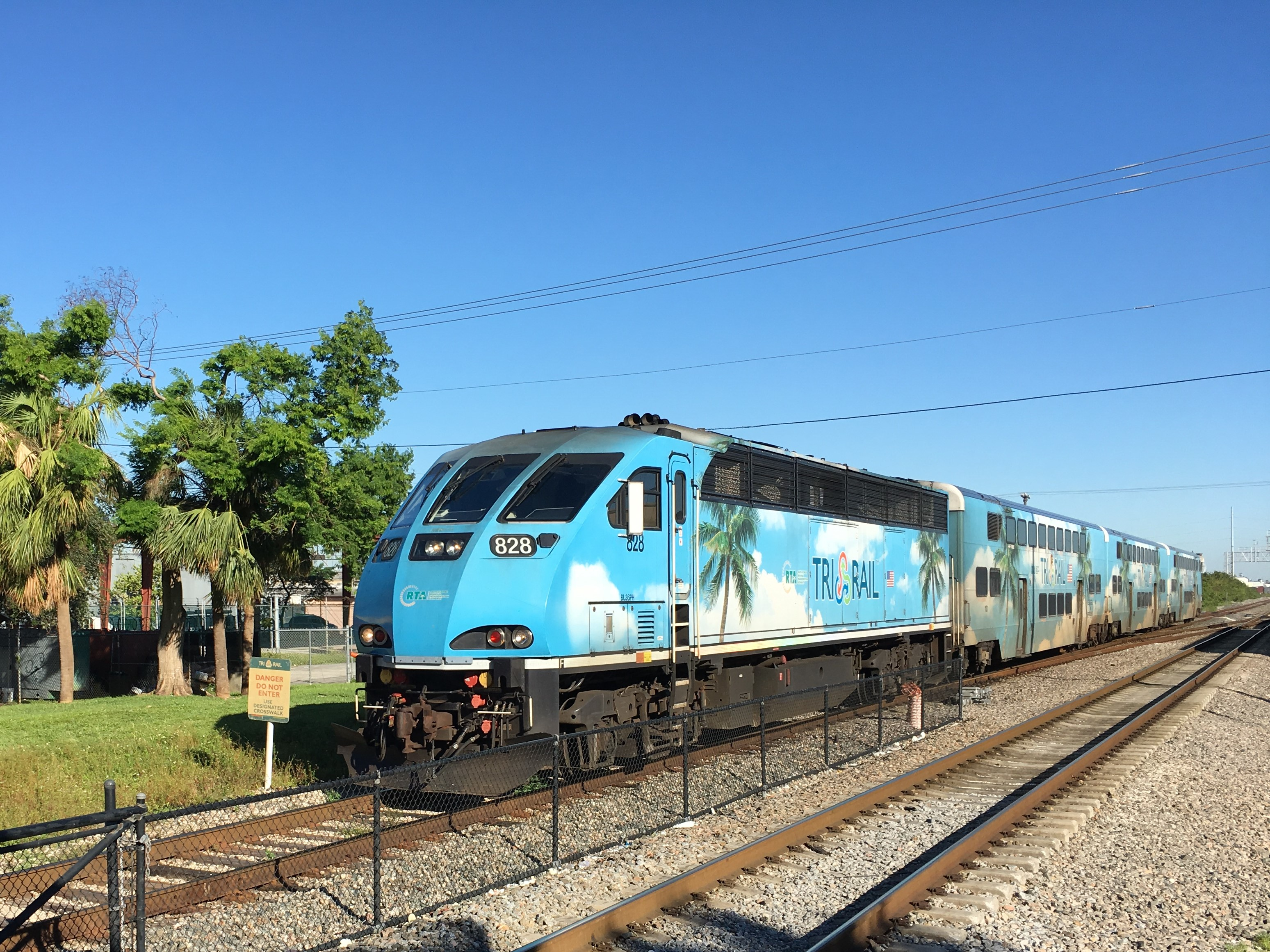
Tri-Rail-Zug in der Metrorail Transfer Station, 2017

Die Tri-Rail wurde 1986 vom Verkehrsministerium Floridas gegründet. Ursprünglich war die Bahnverbindung ab Januar 1989 als zeitlich begrenzter Pendlerdienst eingerichtet worden, um die Verkehrsengpässe auf der Interstate 95 und dem parallel verlaufenden mautpflichtigen Florida Turnpike während Verbreiterungsarbeiten zu entschärfen. Die Tri-Rail überdauerte jedoch ihren zunächst befristeten Einsatz, indem sie die Zugfrequenz erhöhte und neue Haltepunkte einrichtete.
Tri-Rail teilt ihre Strecke mit Amtrak und der Frachtgesellschaft CSX. Amtrak betreibt auf dieser Strecke die Fernzüge Silver Meteor und Silver Star, die gemeinsam als Silver Service bekannt sind. Bis 1989 war CSX Eigentümer der Streckeninfrastruktur, bevor das Verkehrsministerium Floridas die Strecke erwarb. Die Instandhaltung und das Dispatching der Züge wurden zunächst weiterhin von CSX übernommen, bis diese Aufgaben am 29. März 2015 an die South Florida Regional Transportation Authority (SFRTA) übergingen.
1996 wurde die Strecke um 108 Kilometer erweitert, von West Palm Beach nach Norden bis Mangonia Park und von Miami nach Süden bis zum Miami International Airport. Diese Erweiterungen wurden 1998 in Betrieb genommen, wodurch die Streckenlänge auf 116 Kilometer wuchs. Im Januar 2024 wurde eine neue Verbindung, der Tri-Rail Downtown Miami Link, zwischen der Tri-Rail and Metrorail Transfer Station und dem Bahnhof MiamiCentral mit Anschluss an die Brightline eröffnet. Damit erreichte das Streckennetz eine Gesamtlänge von knapp 129 Kilometern.
Die SFRTA hat die Betriebsleistungen an das Verkehrsunternehmen Herzog Transit Services vergeben, das im Juli 2017 den vorherigen Betreiber Transdev ablöste.
Tri-Rail setzt Lokomotiven der Typen EMD F40PH (teilweise von Morrison-Knudsen oder MotivePower Industries umgebaut), EMD GP49H-3 und Brookville BL36PH ein. Der Fahrzeugpark besteht aus Bombardier-BiLevel-Doppelstockwagen und Doppelstockwagen von Hyundai Rotem. In den 2000er Jahren wurden auch Dieseltriebwagen von Colorado Railcar eingesetzt, die jedoch 2012 aufgrund wiederholter mechanischer Probleme aus dem Verkehr gezogen wurden.
Bis 2023 war das Erscheinungsbild der Fahrzeuge durch eine hellblaue und weiße Folierung mit Palmenmotiven geprägt. Seit 2023 haben die insgesamt 61 Wagen und Lokomotiven eine dunkelblaue Farbgebung.

## Haltepunkte
Seit 13. Januar 2024 fährt Tri-Rail sechs Stationen im Palm Beach County, sieben im Broward County und sechs im Miami-Dade County an.

### Palm Beach County
- Mangonia Park
- West Palm Beach  a
- Lake Worth Beach
- Boynton Beach
- Delray Beach
- Boca Raton

### Broward County
- Deerfield Beach
- Pompano Beach
- Cypress Creek
- Fort Lauderdale
- Fort Lauderdale/Hollywood International Airport
- Sheridan Street
- Hollywood

### Miami-Dade County
- Golden Glades
- Opa-locka
- Metrorail Transfer Station  b
- Hialeah Market
- Miami Airport Station  b  c

- MiamiCentral  b (nur ein Zubringer zur Metrorail Transfer Station)

## Fahrgastzahlen
| Jahr | Gesamt    | Werktäglicher Durchschnitt |
| ---- | --------- | -------------------------- |
| 2000 | k. A.     | 07.381                     |
| 2001 | 2.543.604 | 08.344                     |
| 2002 | 2.618.557 | 08.450                     |
| 2003 | 2.753.562 | 09.135                     |
| 2004 | 2.815.829 | 09.342                     |
| 2005 | 2.615.720 | 09.446                     |
| 2006 | 3.176.339 | 08.727                     |
| 2007 | 3.392.894 | 11.388                     |
| 2008 | 3.862.450 | ≈12.000≈                   |
| 2009 | 4.222.850 | 14.000                     |
| 2010 | 3.606.055 | ≈12.000≈                   |
| 2011 | 3.810.590 | (Nov.) 14.300 (Nov)        |
| 2012 | 3.990.857 |                            |
| 2013 | 4.198.656 |                            |
| 2014 | 4.401.218 |                            |
| 2015 | 4.292.234 |                            |
| 2016 | 4.239.671 |                            |
| 2017 | 4.260.792 |                            |
| 2018 | 4.325.856 |                            |
| 2019 | 4.465.750 |                            |
| 2022 | 3.720.000 | 13.500                     |